# 賈島
賈 島（か とう、大暦14年（779年） - 会昌3年7月28日（843年8月27日））は、中国唐の詩人。字は浪仙、または閬仙。幽州范陽県（現在の河北省保定市涿州市）の出身。

## 略歴と逸話
はじめ進士の試験に失敗して、僧となり法号を無本と称した。後に洛陽に出て文を韓愈に学び、その才学を認められ還俗して進士に挙げられた。大和9年（835年）に長江県の主簿となり、会昌元年（841年）に普州司倉参軍となり司戸参軍に赴任するところ、命を受けないうちに牛肉を食べすぎて没したという。享年65。
進士の試験を韓愈に薦められて一度は落ち、「宰相が憎んでいるせいだ」と他人にそそのかされて腹を立て、ちょうど新居を建てたばかりの宰相の裴度にあてて詩を作り、「千家を破却して一池を作る、桃李を栽えずして薔薇を種う、薔薇花落ち秋風の後、荊棘満庭君始めて知らん」と誹謗したことがある。これは不評であり、賈島がなかなか出世しない理由となったという。
賈島は苦吟をもって名高く、「李欵の幽居に題す」中の一句で僧は敲くがいいか、僧は推すがよいかと悩みながら歩いているうちに（一説にはロバに乗っていた、とある）韓愈の行列に突き当たり、賈島が悩みを打ち明けて相談したところ、韓愈は「それはもちろん、僧は敲く、が良い」と言下に答え、それから賈島は韓愈の門下に入ったという話がある。このことから「文章を書いた後、字句を良くするために何回も読んで練り直すこと」を「推敲」という。
「独行潭底影、数息樹影身」の二句を3年かけて練り上げ、自ら注して「一吟双涙流る、知音もし賞せずんば、帰りて故山の秋に臥せん」という。小杉放庵は、「我が事について、ことさら重大に考える癖のある人」と評している。一方、唐代の李洞のように賈島の詩を慕い、ついに賈島の銅像（賈島仏）まで造って仕えた人もいる。

## 詩風
北宋の蘇軾の評に「郊寒島痩」(郊は孟郊で、島は賈島）という語がある。特に五言律詩に長じた。
著書に『長江集』10巻がある。
| 題李欵幽居 |                          |
| 閑居少鄰竝 | 閑居隣並少なく           |
| 草径入荒園 | 草径荒園に入る           |
| 鳥宿池中樹 | 鳥は宿る 池中の樹        |
| 僧敲月下門 | 僧は敲く 月下の門        |
| 過橋分野色 | 橋を過ぎて野色を分かち   |
| 移石動雲根 | 石を移して雲根を動かす   |
| 暫去還来此 | 暫く去って還た此に来たる |
| 幽期不負言 | 幽期 言に負（そむ）かず  |

| 渡桑乾         |                             |
| 客舎并州已十霜 | 并州に客舎し 已に十霜       |
| 歸心日夜憶咸陽 | 帰心日夜 咸陽を憶う         |
| 無端更渡桑乾水 | 端無くも更に渡る 桑乾水     |
| 卻望并州是故郷 | 卻って并州を望めば 是れ故郷 |

| 尋隠者不遇 |                         |
| 松下問童子 | 松下童子に問う          |
| 言師採薬去 | 言う 師は薬を採りに去る |
| 只在此山中 | 只だ此の山中に在り      |
| 雲深不知處 | 雲深くして処を知らず    |